# Solarized
 (juillet 2021).
Si vous disposez d'ouvrages ou d'articles de référence ou si vous connaissez des sites web de qualité traitant du thème abordé ici, merci de compléter l'article en donnant les références utiles à sa vérifiabilité et en les liant à la section « Notes et références ».
Albums de Ian Brown
Remixes of the Spheres
(2002) The Greatest
(2005)
Solarized est le quatrième album solo de Ian Brown, ex-membre de The Stone Roses. Les versions canadienne et australienne de l'album ne contiennent pas la piste Happy Ever After, mais la version nord-américaine contient une piste supplémentaire, Lovebug. La chanson Happy Ever After a été utilisés dans diverses émissions télévisées anglaises comme Top Gear, Ramsay's Kitchen Nightmares ou encore Londres, police judiciaire. Moins bien reçu dans les critiques et dans les charts (no 7 au UK Albums Chart) que les deux précédents opus, Solarized marque néanmoins un nouveau virage dans la trajectoire musicale de Brown, conservant les sonorités psychédéliques de Music of the Spheres tout en se tournant vers le rock alternatif.

## Liste des pistes
| No  | Titre                          | Durée |
| --- | ------------------------------ | ----- |
| 1.  | Longsight M13                  | 3:12  |
| 2.  | Time Is My Everything          | 3:52  |
| 4.  | Destiny Or Circumstance        | 2:35  |
| 5.  | Upside Down                    | 3:12  |
| 6.  | Solarized                      | 3:47  |
| 7.  | The Sweet Fantastic            | 3:52  |
| 8.  | Keep What Ya Got               | 4:28  |
| 9.  | The Home Is Where The Heart Is | 3:06  |
| 10. | One Way Ticket to Paradise     | 4:15  |
| 11. | Kiss Ya Lips [No I.D.]         | 3:56  |
| 12. | Happy Ever After               | 2:46  |
| 13. | Lovebug                        | 3:12  |